# 養兎神社
養兎神社（ようとじんじゃ）は広島県福山市神辺町にある神社。

## 由緒
1928年（昭和3年）に広島県の郷土史家得能正通によって創建された。
得能正通は1890年（明治23年）から農村振興、そして国家経済の衰勢を挽回するために養兎の宣伝普及に従事して養兎事業を社会的に奨励していたが、日本に養兎神社が無いことを遺憾に思い、出身地の広島県深安郡湯田村字豊久保（現・広島県福山市神辺町湯野）で祭祀を行い全国養兎業者景仰の中心として崇めることを決意した。郷里の有志に意見を求めたところ多数の賛同を得たため、昭和3年5月9日に奉斎式を執り行い、神代の昔、負傷しているウサギを救った大穴牟遅神を主神とし、養兎守護の神社として祀った。

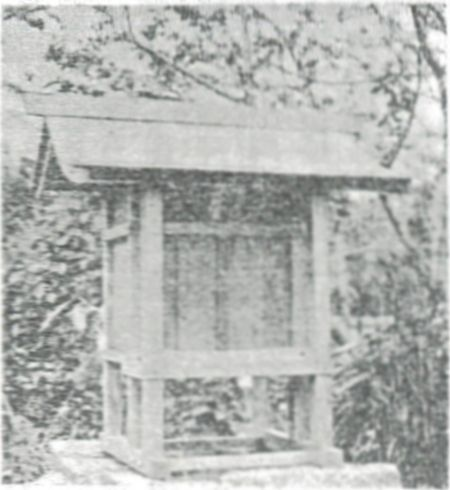
創建時の社殿
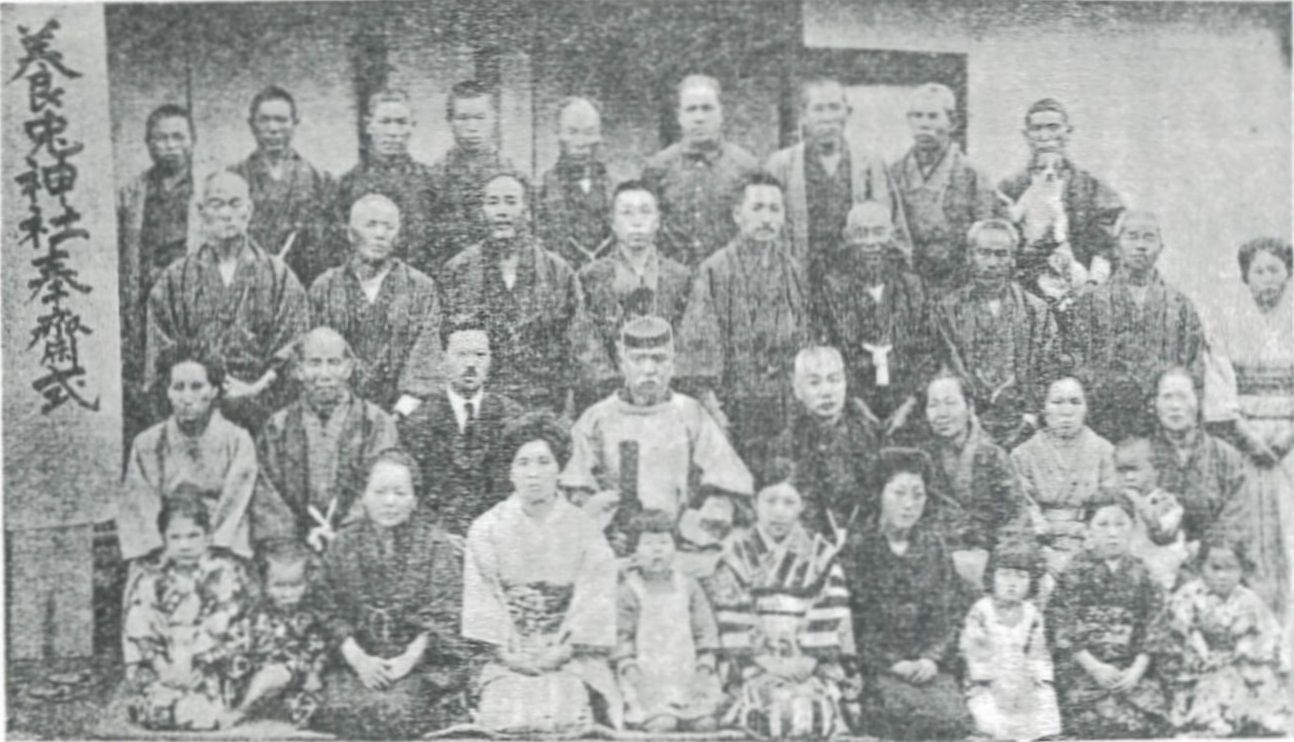
奉斎式後の記念撮影

## 祭神
- 大穴牟遅神

## 境内
- 社殿 - 1928年（昭和3年）5月9日建立
- 兎碑 - 1933年（昭和8年）4月 日本全国有志者建之 発企 養兎翁得能正通
- 由緒板 - 1990年（平成2）3月吉日 立石定夫謹書

## 現地情報

### 所在地
- 広島県福山市神辺町湯野1848

### 交通アクセス
鉄道
- JR西日本福塩線 湯田村駅 （徒歩約17分）
- 井原鉄道井原線 湯野駅 （徒歩約16分）